# John Culberson
John Abney Culberson, né le 24 août 1956 à Houston, est un homme politique américain membre du Parti républicain, élu du Texas à la Chambre des représentants des États-Unis de 2001 à 2019.

## Biographie
John Culberson est originaire de Houston au Texas. Il étudie à l'université méthodiste du Sud et à la South Texas College of Law (en).
Il est élu en 1986 à la Chambre des représentants du Texas, où il siège jusqu'en 2001.
Lors des élections de 2000, il se présente à la Chambre des représentants des États-Unis dans le 7e district du Texas, un district conservateur à l'ouest de Houston. Il arrive en tête du premier tour de la primaire républicaine et remporte le second tour face à Peter Wareing. Il est élu représentant avec 73,9 % des voix lors de l'élection générale.
Il est facilement réélu en 2002, en réunissant 89,2 % des suffrages face à un candidat libertarien. Depuis 2004, il est réélu tous les deux ans avec un score compris entre 55 % et 65 % des voix (sauf en 2010 lorsque, sans opposant démocrate, il remporte 81,4 % des suffrages).
En 2018, il perd son siège au profit de la démocrate Lizzie Fletcher en obtenant 47.7% des voix, contre 52.3% pour son adversaire.